# Carollia perspicillata
Carollia perspicillata är en däggdjursart som först beskrevs av Carl von Linné 1758.  Carollia perspicillata ingår i släktet Carollia och familjen bladnäsor. IUCN kategoriserar arten globalt som livskraftig. Inga underarter finns listade i Catalogue of Life.
Artepitet i det vetenskapliga namnet syftar egentligen på ljusa strimmor i ansiktet men de saknas hos denna art. När Linné bildade artens vetenskapliga namn 1758 använde han texter som även beskrev andra arter från andra släkten. Denna misstolkning upptäcktes senare.

## Utseende
Arten når en absolut kroppslängd av 66 till 95 mm, inklusive en 11 till 14 mm lång svans. Den har cirka 42 mm långa underarmar, 17 till 22 mm långa öron och en vikt omkring 18,5 g. Den del av flygmembranen som ligger mellan bakbenen är naken. Hos de flesta exemplar har pälsen en svart- , brun- eller gråaktig färg. Enskilda individer kan vara orangebrun eller vit (albino). I ansiktet finns en trekantig hudflik på näsan (bladet) och en V-formig underläpp med en stor vårta i mitten samt mindre vårtor omkring. Carollia perspicillata har inga vita strimmor i ansiktet. I varje käkhalva finns 2 framtänder, en hörntand, 2 premolarer och 3 molarer.

## Utbredning
Denna fladdermus förekommer i Central- och Sydamerika från Mexiko till Bolivia och Brasilien. Den hittas även på olika västindiska öar. Arten vistas i många olika habitat.

## Ekologi
Individerna äter främst frukter som kompletteras med nektar, pollen och insekter. Vid viloplatsen bildar de små flockar eller mindre kolonier med några hundra medlemmar. Fortplantningen är vanligen kopplad till tider med bra tillgång till föda.
De flesta exemplar dör under sina först två levnadsår. Individer som klarade denna tid kan leva 10 år. Fladdermusen böjar sin aktivitet under skymningen och den är tillbaka vid viloplatsen före gryningen. Födan upptäcks främst med hjälp av luktsinnet och synen.
Efter parningen är honan 115 till 120 dagar dräktig och sedan föds en bra utvecklad unge. Den har päls, öppna ögon, öppna öron och en vikt av cirka 5 g. Ungen håller sig fast i moderns päls och följer med under flyget. I sällsynta fall diar en hona en främmande unge. Ungen får flygförmåga efter 2,5 till 4 veckor och efter ungefär 2 månader slutar honan med digivning. Könsmognaden infaller efter ett år för honor samt efter ett till två år för hannar.

## Bildgalleri

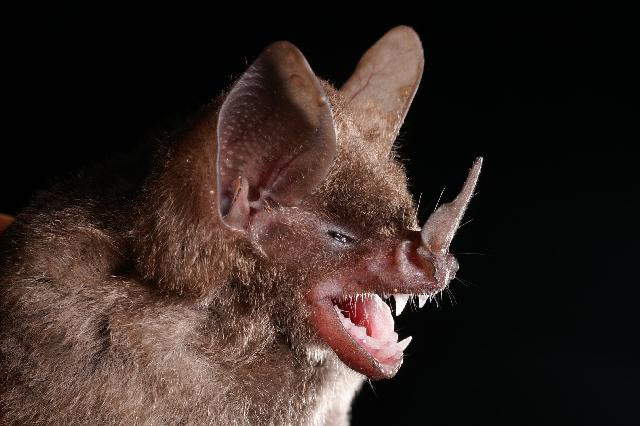
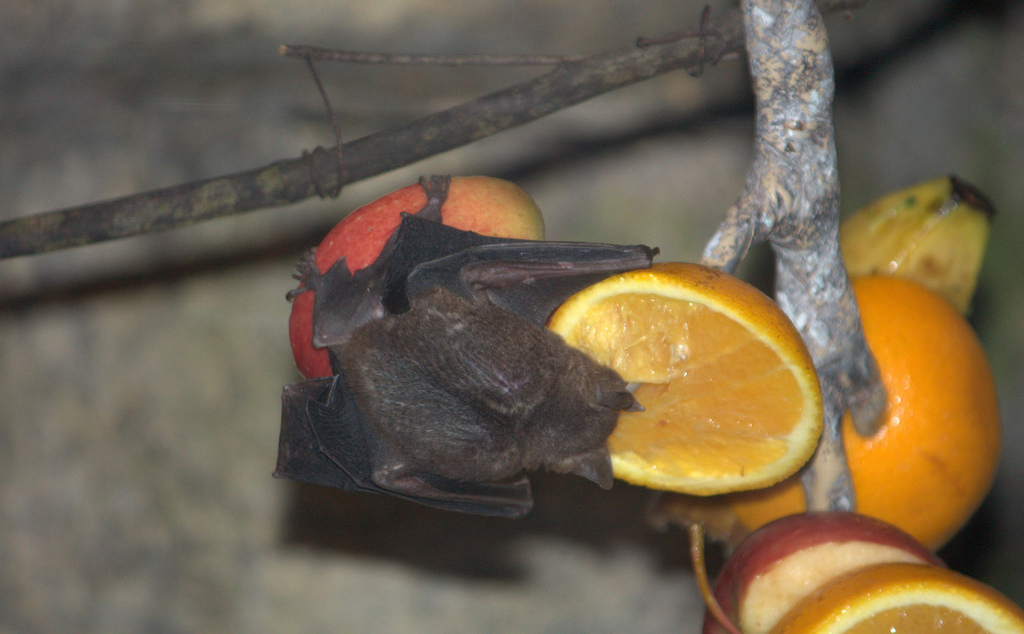